# Acanthina bullosa
Acanthina bullosa, jedna od dviju poznatih vrsta eukariota u rodu Acanthina (druga je A. multiformis). Rod Acanthina je nekada uključivan u crvene alge.